# Rifugio Gana Rossa
Das Rifugio Gana Rossa (auch Capanna Gana Rossa) (deutsch Gana Rossahütte) ist eine Schutzhütte in der Region Carì der Gemeinde Faido im Valle Leventina im Schweizer Kanton Tessin in den Lepontinischen Alpen auf einer Höhe von 2270 m ü. M.

## Geschichte und Beschreibung
Die Hütte aus Steinmauerwerk wurde 1996 eingeweiht und 2017 saniert. Sie gehört der Sektion Pizzo Molare Faido der Unione Ticinese Operai Escursionisti (UTOE) unter dem Dachverband Federazione Alpinistica Ticinese (FAT).
Sie verfügt über Küche, einen Speisesaal mit 20 Plätzen und Holzofen sowie einen Schlafraum für 12 bis 16 Personen und einen Aussenbereich mit Tischen. Die Beleuchtung erfolgt mit Sonnenkollektoren.
Die Hütte steht auf einer kleinen Geländeterrasse mit breiter Aussicht auf die gegenüberliegenden Bergspitzen. 
Die Gegend ist reich an Flora und Tieren wie Gemsen, Rehe, Hirsche und Murmeltiere. Die Berghütte eignet sich auch für Skitouren.

## Hüttenzustieg mit Gehzeit
- Vom Ferienort Carì (1622 m ü. M.) über die Alpe Vignone in 2 Stunden (Schwierigkeitsgrad T2).
- Von Molare (1488 m ü. M.) in 2 Stunden (T2).

Molare und Carì können mit öffentlichen Verkehrsmitteln erreicht werden.

## Wanderung
- Laghi di Motella (2258 m ü. M.) in 45 Minuten (T3).

## Aufstieg
- Pizzo Molare (2585 m ü. M.) in 3 ½ Stunden (T4)[3]

## Übergänge zu Nachbarhütten
- Capanna Prodör in 2 Stunden
- Capanna Dötra in 2 Stunden
- Capanna Gorda in 2 ½ Stunden
- Capanna Piandios in 3 Stunden
- Capanna Cadagno in 6 Stunden